# Valstrik in Boedapest
Valstrik in Boedapest is een spionageroman van auteur Gérard de Villiers en is het 58e deel uit de S.A.S.-reeks met als protagonist de Oostenrijkse prins en freelance CIA-agent Malko Linge.

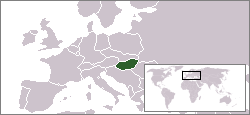
De ligging van Hongarije in Oost-Europa.

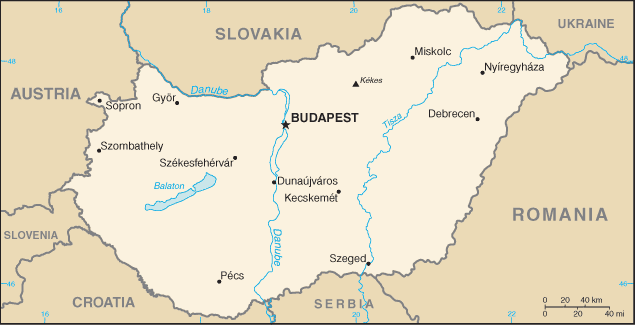
Een overzichtskaart van Hongarije.

## Het verhaal
Tijdens een bezoek aan Hongarije wordt de Sovjet-minister van Binnenlandse Zaken Valérie Illitch Souslov ontvoerd. De Sovjet-Unie beschuldigt de Verenigde Staten ervan hierbij betrokken te zijn.
De lokale vertegenwoordiging van de CIA in Boedapest blijkt inderdaad een opdracht te hebben gegeven aan een dissidente groepering de minister te ontvoeren maar zonder dat het hoofdkantoor in Langley hierin is gekend.
Malko wordt naar Boedapest gedirigeerd om de scherven op te ruimen en wordt gedwongen samen te werken met de Russische KGB.
De ontvoerders hebben echter hun eigen doelstellingen en deze stroken niet altijd met de doelstellingen van de CIA en bovendien zijn zij uiterst gewelddadig.

## Personages
- Malko Linge, een Oostenrijkse prins en CIA-agent;
- Valérie Illitch Souslov, de Sovjet-minister van Binnenlandse Zaken.